# Oslaria
Oslaria is een geslacht van vlinders van de familie uilen (Noctuidae), uit de onderfamilie Hadeninae.

## Soorten
- O. pura Barnes & McDunnough, 1911
- O. viridescens Schaus, 1904
- O. viridifera Grote, 1904